# Grandes éxitos de Bienvenido Granda
Grandes Éxitos de Bienvenido Granda es el décimo disco completo de la agrupación cubana que interpretan ritmos latinoamericanos, incluyen números publicados en anteriores placas, grabado en 1958. Es el décimo noveno long play comercial de la Sonora Matancera.

## Canciones
1. Angustia
2. Celos que Matan
3. Corazón sin Fe
4. Encontré mi Amor
5. Espérame un Rato Más
6. Florecilla de Amor
7. En la Orilla del Mar
8. Nostalgia
9. Nuestra Realidad
10. Ojos Malos
11. Otra Copa
12. Por dos Caminos

- Datos: Q110867459